# Le Pilote (Doctor Who)
Le Pilote (The Pilot) est le premier épisode de la dixième saison de la deuxième série télévisée britannique Doctor Who. Il est diffusé originellement sur la BBC One le 15 avril 2017, et en France le 16 septembre 2017 sur France 4. Cet épisode voit l'arrivée de Pearl Mackie qui joue le rôle de Bill Potts.

## Distribution
- Peter Capaldi (VF : Philippe Résimont) : Le Docteur
- Pearl Mackie (VF : Fanny Roy) : Bill Potts
- Matt Lucas (VF : Thierry Janssen) : Nardole
- Jennifer Hennessy (en) (VF : Colette Sodoyez) : Moira
- Stephanie Hyam (en) (VF : Camille Deleu) : Heather
- Nicholas Briggs (en) (VF : Benoît Pauwels) : voix des Daleks

- Version française
  - Société de doublage : Dubbing Brothers
  - Adaptation : Olivier Lips & Rodolph Freytt
  - Direction Artistique : David Macaluso
  - Chargée de Production : Jennifer Harvey

## Résumé
Le Docteur est en mission secrète avec Nardole pour garder un mystérieux coffre. Basé depuis un demi-siècle à Bristol, le Docteur est devenu un des enseignants les plus réputés de toute l'université, laissant de côté son Tardis et ses aventures.
Un jour, il remarque une jeune femme différente des autres, Bill. Bien que simple serveuse à la cafétéria de l'université, elle suit assidûment ses cours. Bill lui raconte que, à son premier jour de travail, elle est tombée amoureuse d'une étudiante, mais en voulant être généreuse, elle l'a rendue obèse.
Intrigué par le caractère curieux et obstiné de la jeune femme, le Docteur la prend sous son aile et décide de lui donner des cours particuliers en remerciement de son attention.
Et c'est alors que Bill s'amuse dans une soirée qu'elle rencontre Heather, une mystérieuse et discrète étudiante avide de voyage atteinte d'hétérochromie. Immédiatement sous le charme de sa timide consœur, Bill va découvrir que celle qu'elle aime cache un étrange secret...

### Continuité
- Dans le bureau du Docteur, on peut y retrouver les tournevis soniques des deuxième, quatrième, huitième, neuvième, dixième, et onzième Docteurs, une photo de River Song et de Susan Foreman.
- Lorsque Bill attend le Docteur dans son bureau, elle l'entend jouer la cinquième symphonie de Beethoven à la guitare électrique, comme dans Avant l'inondation.
- Le Docteur reste durant une longue période dans une université anglaise pour enseigner, tout comme son homologue Seigneur du Temps dans Shada, le professeur Chronotis.
- Le Docteur accroche une pancarte avec "Out Of Order" sur le TARDIS. Le Docteur l'a déjà utilisé dans The War Machines.
- Avant d'atterrir dans le vaisseau Dalek, le Docteur donne à Nardole le tournevis sonique de sa quatrième incarnation.
- Les Daleks semblent à nouveau capables de détecter la présence du Docteur dès son arrivée comme dans le Jour du Docteur.
- On peut voir une bataille entre les Daleks et les Movellans, un conflit qu'on a vu dans l'épisode de 1979 Destiny of the Daleks.
- Le Docteur veut effacer les souvenirs de Bill télépathiquement, comme il l'a fait pour Donna à la fin de l'épisode La Fin du Voyage en 2008. Le même passage offre une référence à Clara, lorsque celle-ci lui dit « imaginez ce que ça vous ferait si on vous le faisait ». Un arrangement du thème de Clara, composé par Murray Gold, joue alors.

## Production

### Ecriture
Le titre original de l'épisode, The Pilot est une référence à la fois au monstre vu dans l'épisode ainsi qu'au fait qu'il s'agisse du premier épisode de la saison. L'épisode est écrit pour être un point d'entrée pour des spectateurs n'ayant jamais vu la série, de sorte qu'il contient les principales informations de base à connaître sur le Docteur, le TARDIS et leurs voyages. L'épisode avait comme titre de travail A star in her eye.

### Tournage
La lecture de cet épisode et du suivant a commencé le 14 juin 2016. Le tournage quant à lui a commencé le 20 juin 2016 et s'est conclu le 28 juillet 2016. L'annonce du changement du titre a été faite un mois avant sa diffusion, en mars 2017,.

### Distribution
- Il s'agit de la première apparition de l'actrice Pearl Mackie, qui joue le nouveau compagnon du Docteur, Bill Potts.
- Jennifer Hennessy qui joue le rôle de Moira avait déjà joué le rôle de Valerie dans l'épisode de 2007 L'Embouteillage sans fin[1].

### Post-production
- Dans la scène où Bill et Heather se rencontrent au bar, on devait voir le Docteur en arrière plan jouant le thème de Clara Oswald. Cette scène fut finalement retirée au montage.

## Diffusion
L'épisode est diffusé sur BBC One le 15 avril 2017. Il est regardé par 4,64 millions de spectateurs ce soir-là, ce qui constitue une légère hausse de l'audimat pour un premier épisode de saison, et il arrive en troisième position derrière  All Round to Mrs. Brown's and Britain's Got Talent. L'épisode rassemble 6,68 millions de vues en tout et reçoit un Appreciation Index de 83 sur 100,. En France, cet épisode est disponible dès le 16 avril 2017 sur France·tv en version originale sous-titrée, de façon payante avant d'être diffusé le 16 septembre sur France 4.

## Accueil
Les critiques concernant cet épisode sont dans l'ensemble positives : 4,5/5 étoiles pour TV Fanatic, 8,3/10 pour IGN et 4/5 étoiles pour le New York Magazine. L'épisode rassemble une note moyenne de 83% fondée sur 14 critiques de presse sur le site agrégateur de critiques Rotten Tomatoes.
Il faut toutefois prendre en compte la critique fait par Catherine Gee pour The Telegraph, qui est plus négative, mettant en avant un ennemi sous-développé ou encore de mauvais effets spéciaux. Catherine Gee a aussi expliqué que Pearl Mackie n'est pas aussi charismatique que Jenna Coleman.